# Hermann Mückler
Hermann N. Mückler, né le 8 mars 1964 à Vienne en Autriche, est un ethnologue, anthropologue et socio-politologue autrichien.

## Biographie
Viennois d’origine morave (aujourd'hui République tchèque), Hermann Mückler a étudié l’ethnologie et les sciences politiques à l’université de Vienne. En 1997, il soutient sa thèse de doctorat en ethnologie, laquelle a pour titre Taukei et Vulagi : Causes de l’instabilité politique aux îles Fidji. Changement culturel, conflits ethniques et signification du système cheffal ; la perspective fidjienne (titre original en allemand). Il est habilité comme professeur en 2001 avec Finis Tui Viti? Transformation et déclin de la structure traditionnelle de pouvoir aux îles Fidji comme conséquence des dynamiques internes et externes (titre original en allemand). En 1998, puis en 2001, Hermann Mückler publie ses deux livres (en allemand) sur les développements politiques aux îles Fidji, ce qui finit d’asseoir sa réputation à échelle européenne en tant que grand spécialiste des îles Fidji et de la région océanienne. À partir de 1987, il effectue de nombreux séjours et recherches in situ dans la région Asie-Pacifique. 
Depuis 1994, Hermann Mückler exerce ses fonctions à l’Institut d’ethnologie / anthropologie culturelle et sociale de l’Université de Vienne. Il travaille tout d’abord en tant qu’assistant universitaire, puis, en 2001, il obtient un poste de professeur extraordinaire. En 2004, il est nommé vice-doyen de la Faculté des sciences sociales. En 1996, il fonde la Société autrichienne du Pacifique Sud (Österreichisch-Südpazifische Gesellschaft, OSPG), qui constitue à ce jour l’unique institution autrichienne à orientation scientifique ayant pour champ d’étude l’Océanie. L’OSPG se définit comme une institution traitant de nombreux aspects liés aux États du Pacifique. En 2002, Hermann Mückler fonde avec le Professeur Erich Lehner (université technique de Vienne), l’Institut d'architecture comparée et, en 2005, la maison d’édition du même nom. Hermann Mückler est également éditeur en chef des ouvrages de la série Novara - contributions à la recherche sur le Pacifique et directeur du projet « Fuite vers les mers du Sud ? : l'émigration autrichienne vers la Nouvelle-Zélande et l’Océanie ».

## Fonctions académiques
- Professeur extraordinaire (depuis 2001)
- Président de la Société autrichienne du Pacifique Sud (OSPG) (1996-2010) et vice-président (dès 2010)
- Vice-président de l’Institut d'architecture comparée (depuis 2002)
- Vice-président de la Société anthropologique de Vienne (depuis 2003)
- Directeur du Bureau d'orientation d'études des sciences sociales (depuis 2006)
- Vice-doyen de la Faculté des sciences sociales, Université de Vienne (2004–2008)
- Président de la Société européenne des Océanistes (ESfO) (1999–2002)
- Éditeur du journal ethnographique Wiener Ethnohistorischen Blätter (2000–2004)
- Éditeur de la série Novara - contribution à la recherche sur le Pacifique
- Coéditeur du Journal of Comparative Cultural Studies (JCCS)
- Professeur invité ainsi que participant à de nombreuses conférences, entre autres, à Brunel, Mayence, Paris, Zurich, Bayreuth et Ljubljana
- Membre de nombreux comités et conseils

## Domaines de recherche
- Conflit et paix
- Ethnohistoire et histoire anthropologique
- Anthropologie politique
- Migration
- Colonialisme
- Aspects sociaux et politico-sociétals de l’architecture indigène
- Interprétation ethnologique de sources historiques
- Spécialisations régionales : Océanie / îles du Pacifique, Asie du Sud-Est, océan Indien (îles tropicales), Europe de l’Ouest et Europe centrale

## Choix de publications
- Hermann Mückler: Mission in Ozeanien. Vienne 2010: Wuv-facultas.
- Hermann Mückler: Einführung in die Ethnologie Ozeaniens. Vienne 2009: Wuv-facultas.
- Hermann Mückler, Werner Zips, Manfred Kremser (Dir.): Ethnohistorie. Empirie und Praxis. Vienne 2006: Wiener Universitätsverlag.
- Erich Kolig, Hermann Mückler (Dir.) Politics of Indigeneity in the South Pacific. Recent Problems of Identity in Oceania. Hambourg 2002: LIT.
- Ferdinand Karl, Hermann Mückler: Oasen der Südsee: Die größten Kleinststaaten der Welt. Ostmikronesien: Marshall-Inseln, Gilbert-Inseln, Nauru. Gnas 2002: Weishaupt.
- Hermann Mückler: Fidschi. Das Ende eines Südseeparadieses. Vienne 2001: Promedia.
- Hermann Mückler: Melanesien in der Krise. Ethnische Konflikte, Fragmentierung und Neuorientierung. Vienne 2000: Université de Vienne.
- Hermann Mückler: Fidschi. Zwischen Tradition und Transformation. Francfort-sur-le-Main 1998: IKO.
- Hermann Mückler, Ingfrid Schütz-Müller: Die Entdeckung der Südsee im Spiegel alter Karten, Ansichten und Reiseberichte. Vienne 1997: Museum für Völkerkunde.
- Gerhard Emmer, Hermann Mückler (Dir.): Alltagskulturen in Indien. Aktuelle Entwicklungen in der indischen Gesellschaft. Francfort-sur-le-Main 1996: IKO.